# Herr Christ, der einge Gottessohn
Herr Christ, der einge Gottessohn (BWV 96) ist eine Kirchenkantate von Johann Sebastian Bach. Er komponierte sie in Leipzig für den 18. Sonntag nach Trinitatis, den 8. Oktober 1724.

## Entstehung und Worte
Bach schrieb die Kantate 1724 in seinem zweiten Kantatenzyklus, der anfangs ausschließlich aus Choralkantaten bestand. Die vorgeschriebenen Lesungen sind 1 Kor 1,4–8  und Mt 22,34–46 . Der Text eines unbekannten Dichters beruht auf dem Choral in fünf Strophen Herr Christ, der einig Gotts Sohn von Elisabeth Cruciger (1524). Die erste und die letzte Strophe wurden im Wortlaut beibehalten für die Sätze 1 und 6 der Kantate, die Strophen 2 und 3 zu den entsprechenden Sätzen umgedichtet, aus Strophe 4 wurden zwei Kantatensätze.

## Besetzung und Aufbau
Die Kantate ist gesetzt für vier Solisten, Sopran, Alt, Tenor und Bass, vierstimmigen Chor,  flauto piccolo (eine Sopraninoblockflöte, die Bach später durch Violino piccolo ersetzt), flauto traverso, zwei Oboen, Horn (später Posaune), zwei Violinen, Viola und Basso continuo.
1. Coro: Herr Christ, der einge Gottessohn
2. Recitativo (Alt): O Wunderkraft der Liebe
3. Aria (Tenor, Flöte): Ach, ziehe die Seele mit Seilen der Liebe
4. Recitativo (Sopran): Ach, führe mich, o Gott, zum rechten Wege
5. Aria (Bass, Oboen, Streicher): Bald zur Rechten, bald zur Linken
6. Choral: Ertöt uns durch dein Güte

## Musik
Im Eingangschor lässt Bach den cantus firmus vom Alt singen, verstärkt durch ein Horn (in späteren Aufführungen eine Posaune). Ein ungewöhnliches flauto piccolo (eine Sopraninoblockflöte in f2) wird eingesetzt, um das Licht des Morgensterns darzustellen. In einer späteren Aufführung, wahrscheinlich 1734, wurde stattdessen ein violino piccolo eingesetzt. Die anderen Singstimmen sind polyphon geführt und in den Orchestersatz eingebaut, dessen Themen sie teilweise übernehmen.
Die Tenor-Arie wird von der Traversflöte begleitet, wahrscheinlich gespielt vom Spieler des flauto piccolo im ersten Satz. Wie für die Kantate Was frag ich nach der Welt, einige Wochen zuvor komponiert, schien ein ausgezeichneter Flötist zur Verfügung zu stehen.
Die Bass-Arie veranschaulicht die Worte Bald zur Rechten, bald zur Linken lenkte sich mein verirrter Schritt  durch ihre Figuration und den Wechsel zwischen Bläsern und Streichern. Im Mittelteil stehen gleichmäßige Schritte für Gehe doch, mein Heiland, mit. Der letzte Abschnitt verbindet beide Elemente.
Der Schlusschoral ist vierstimmig für den Chor, Horn, Oboen und Streicher.

## Einspielungen
CD
- Die Bach Kantate Vol. 52. Helmuth Rilling, Gächinger Kantorei, Bach-Collegium Stuttgart, Helen Donath, Marga Höffgen, Adalbert Kraus, Siegmund Nimsgern. Hänssler, 1973.
- Bach Cantatas Vol. 5 – Sundays after Trinity II. Karl Richter, Münchener Bach-Chor, Münchener Bach-Orchester, Edith Mathis, Trudeliese Schmidt, Peter Schreier, Dietrich Fischer-Dieskau. Archiv Produktion, 1978.
- J.S. Bach: Das Kantatenwerk – Sacred Cantatas Vol. 5. Gustav Leonhardt, Tölzer Knabenchor, Concentus Musicus Wien, Knabensopran, Paul Esswood, Kurt Equiluz, Philippe Huttenlocher. Teldec, 1979.
- Bach Cantatas Vol. 9. John Eliot Gardiner, Monteverdi Choir, English Baroque Soloists, Katharine Fuge, Nathalie Stutzmann, Christoph Genz, Gotthold Schwarz. Soli Deo Gloria, 2000.
- J.S. Bach: Complete Cantatas Vol. 13. Ton Koopman, Amsterdam Baroque Orchestra & Choir, Deborah York, Franziska Gottwald, Paul Agnew, Klaus Mertens. Antoine Marchand, 2000.[3]

DVD
- Herr Christ, der einge Gottessohn. Kantate BWV 96. Rudolf Lutz, Chor und Orchester der J. S. Bach-Stiftung mit Maurice Steger; Noëmi Sohn, Jan Börner, Julius Pfeifer, Wolf Matthias Friedrich. Iso Camartin (Reflexion). Gallus-Media, 2012.